# Asynaptops keiseri
Asynaptops keiseri is een keversoort uit de familie bladrolkevers (Attelabidae). De wetenschappelijke naam van de soort werd in 1957 gepubliceerd door Eduard Voss.